# Rolandas Kriščiūnas

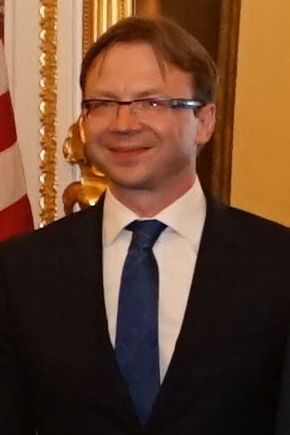
Rolandas Kriščiūnas

Rolandas Kriščiūnas (* 16. Oktober 1970 in Panevėžys) ist ein litauischer Diplomat, Botschafter und ehemaliger Politiker (Vizeminister).

## Leben
1993 absolvierte er das Bachelorstudium der Wirtschaftsinformatik an der Vytautas-Magnus-Universität und 1995 European Studies am Clingendaelo-Institut in Den Haag und 1996 das Masterstudium der Wirtschaft an der Ohio University. 2008 bildete er sich weiter in Schweden. Ab 1993 arbeitete er in der Wirtschaftsabteilung im Außenministerium Litauens, von 1998 bis 2001 in der Botschaft in USA. Ab 2001 arbeitete er im Finanzministerium, von 2009 bis 2012 war er stellv. Finanzminister. Vom Dezember 2012 bis August 2015 war er stellvertretender Außenminister im Kabinett Butkevičius. Jetzt ist er litauischer Botschafter in den Vereinigten Staaten.